# The Grander Voyage
The Grander Voyage är det svenska metalbandet Netherbirds fjärde studioalbum och gavs ut 28 oktober 2016 av Black Lodge Records. Albumet spelades in i Scarecrow studios under 2016, producerades av PNA (Pontus Andersson) och mastrades i Wing studios av Sverker Widgren. Två singlar släpptes innan albumet gavs ut, båda med en andralåt som inte förekommer på fullängdsalbumet. Windwards gavs ut 6 juli och innehåller utöver titelspåret även låten Sculptors and Spectres. Den andra singeln, Pillars of the Sky, släpptes 30 september och innehåller även spåret Brazen Splendour.
All musik på albumet är skriven av Bizmark och all lyrik av Nephente. Albumomslagets bild kommer från ett verk av den brittiske konstnären J. M. W. Turner.

## Låtlista
1. Pale Flames On The Horizon
2. Hinterlands
3. Dance of the Eternals
4. Windwards
5. Pillars of the Sky
6. Silvan Shrine
7. Emerald Crossroads

## Banduppsättning
- Nephente (Johan Fridell) - sång
- Bizmark (PNA) (Pontus Andersson) - gitarr, bas, keyboard, bakgrundssång
- Johan Nord - bakgrundssång
- Micke André  - bakgrundssång
- Tobias Jacobsson  - bakgrundssång
- Fredrik Widigs - trummor